# Vaishnavism
Vaishnavism là một trong những Giáo phái Ấn Độ giáo cùng với Shaivism, Shaktism và Smartism. Nó cũng được gọi là Vishnuism, những người theo giáo phái này được gọi là Vaishnavas hoặc Vaishnavites, và nó coi Vishnu là Đấng Tối cao.
Giáo phái này nổi bật với học thuyết avatar của nó, trong đó Vishnu được tôn kính trong một trong nhiều hóa thân khác biệt. Rama, Krishna, Narayana, Kalki, Hari, Vithoba, Kesava, Madhava, Govinda, Srinathji và Jagannath là một trong những tên phổ biến được sử dụng cho cùng một đấng tối cao.   Giáo phái này có nguồn gốc có thể truy nguyên từ thiên niên kỷ thứ 1 TCN, như là Bhagavatism, còn được gọi là Krishnaism. Những phát triển sau này do Ramananda lãnh đạo đã tạo ra một phong trào định hướng Rama, hiện tại là nhóm tu viện lớn nhất ở châu Á. Truyền thống Vaishnava có nhiều sampradayas (giáo phái, trường phái phụ) từ thời Dvaita thời Madhvacharya đến trường Vishishtadvaita của Ramanuja. 
Giáo phái này được biết đến với sự tận tâm thờ phụng đối với một hình đại diện của Vishnu (thường là Krishna), và nó là chìa khóa cho sự lan rộng của phong trào Bhakti ở Nam Á trong thiên niên kỷ thứ 2 SCN. Các kinh sách chính trong Vaishnavism bao gồm Vedas, Upanishad, Bhagavad Gita, Pancaratra (Agama), divya prabhadam eavand Bhagavata Purana. 